# Horismenus elineatus
Horismenus elineatus är en stekelart som beskrevs av Schauff 1989. Horismenus elineatus ingår i släktet Horismenus och familjen finglanssteklar.
Artens utbredningsområde är Bolivia. Inga underarter finns listade i Catalogue of Life.